# Ligne B2 du bus à haut niveau de service de Marseille
La ligne B2 du bus à haut niveau de service de Marseille est une ligne de BHNS du réseau de bus RTM qui relie la station de métro Gèze au quartier Borel situé dans les quartiers nord de la ville de Marseille.

## Présentation
Cette ligne est créée en 2014 et fait partie des trois premières lignes de BHNS lancées à Marseille. Elle remplace l’ancienne ligne 26 qui effectuait la liaison entre Métro Bougainville et le Vallon des Tuves,. Dès l’ouverture de la station Gèze le 16 décembre 2019, la ligne y est limitée au sud. Depuis le 1er juin 2024, elle remplace la ligne 526 et fonctionne désormais en soirée.
Elle fonctionne du lundi au dimanche de 4 h à 1 h avec une fréquence de 7 à 10 minutes de 7 h à 19 h du lundi au vendredi, 10 minutes entre 8 h et 18 h le samedi et de 8 h à 13 h le dimanche entre Métro Gèze et Vallon des Tuves. En soirée, la ligne relie Gèze à l’arrêt Hôpital Nord.

## Itinéraire et stations
La ligne B2 d’orientation sud/nord démarre du pôle d’échanges Gèze situé entre les quartiers des Crottes et du Canet. Elle passe d’abord par le boulevard du Capitaine-Gèze puis s’oriente vers le nord en empruntant la rue de Lyon. Elle traverse le quartier de la Cabucelle puis emprunte l’avenue de Saint-Louis dans le quartier éponyme. Elle entame ensuite l’ascension de l’avenue de la Viste et traverse le quartier éponyme puis continue sur l’avenue de Saint-Antoine et traverse le quartier éponyme. Elle traverse ensuite le quartier Notre-Dame-Limite et, à l’approche de la limite de la commune de Septèmes-les-Vallons, tourne à droite sur l’avenue du Vallon d’Ol pour rester dans Marseille. Elle redescend vers le sud en empruntant le chemin des Bourrely, le boulevard Pierre-Dramard puis le boulevard du Bosphore. Elle fait terminus à l’arrêt Vallon des Tuves situé sur une descente à l’intersection entre le chemin du Vallon-des-Tuves et le chemin de Saint-Antoine à Saint-Joseph dans le quartier Borel. 
Malgré d’importants travaux de réaménagement de l’axe traversé, notamment ceux du tronçon de l’ancienne route nationale 8, réalisés entre 2012 et 2014 pour accueillir cette nouvelle ligne, son tracé n’est en site propre que de 15 % à cause de l’étroitesse des noyaux villageois desservis. En revanche, tous les arrêts ont été aménagés et adaptés à cette ligne de BHNS avec des quais permettant une meilleure accessibilité aux personnes à mobilité réduite, des panneaux à messages variables diffusant des informations en temps réel principalement sur le temps d’attente pour chaque arrivée, ainsi que pour certains arrêts un distributeur automatique de titres de transport.
|  |   |  | Stations                | Lat/Long                    | Arrondissements desservis | Correspondances                                                           |
|  | - |  | ----------------------- | --------------------------- | ------------------------- | ------------------------------------------------------------------------- |
|  | ■ |  | Métro Gèze              | 43° 19′ 42″ N, 5° 22′ 03″ E | 15e                       | Parc relais                                                               |
|  | • |  | Lyon Oddo               | 43° 19′ 48″ N, 5° 21′ 55″ E | 15e                       | Autobus de Marseille · Ligne 25 · Ligne 36B · Ligne 70 · Bus de nuit 535  |
|  | • |  | Billoux Mairie 15/16    | 43° 19′ 57″ N, 5° 21′ 52″ E | 15e                       | Autobus de Marseille · Ligne 25 · Ligne 36B · Ligne 70                    |
|  | • |  | Lyon Raffineries        | 43° 20′ 11″ N, 5° 21′ 47″ E | 15e                       | Autobus de Marseille · Ligne 25                                           |
|  | • |  | Lyon Commanderie        | 43° 20′ 22″ N, 5° 21′ 43″ E | 15e                       | Autobus de Marseille · Ligne 25                                           |
|  | • |  | Saint-Louis La Poste    | 43° 20′ 29″ N, 5° 21′ 37″ E | 15e                       | Autobus de Marseille · Ligne 25                                           |
|  | • |  | Parc Saint-Louis        | 43° 20′ 37″ N, 5° 21′ 34″ E | 15e                       | Autobus de Marseille · Ligne 25                                           |
|  | • |  | Saint-Louis Susini      | 43° 20′ 46″ N, 5° 21′ 33″ E | 15e                       | Autobus de Marseille · Ligne 25                                           |
|  | • |  | Saint-Louis             | 43° 20′ 53″ N, 5° 21′ 33″ E | 15e                       | Autobus de Marseille · Ligne 25                                           |
|  | • |  | Saint-Louis Camau       | 43° 21′ 00″ N, 5° 21′ 32″ E | 15e                       | Autobus de Marseille · Ligne 27                                           |
|  | • |  | Résidence Saint-Louis   | 43° 21′ 08″ N, 5° 21′ 29″ E | 15e                       |                                                                           |
|  | • |  | Cité La Viste           | 43° 21′ 21″ N, 5° 21′ 26″ E | 15e                       |                                                                           |
|  | • |  | La Viste Hanoï          | 43° 21′ 29″ N, 5° 21′ 27″ E | 15e                       |                                                                           |
|  | • |  | La Viste                | 43° 21′ 35″ N, 5° 21′ 27″ E | 15e                       |                                                                           |
|  | • |  | La Viste Scierie        | 43° 21′ 45″ N, 5° 21′ 26″ E | 15e                       |                                                                           |
|  | • |  | Collège Jean-Moulin     | 43° 21′ 56″ N, 5° 21′ 25″ E | 15e                       |                                                                           |
|  | • |  | Gare de Saint-Antoine   | 43° 22′ 11″ N, 5° 21′ 23″ E | 15e                       | 1                                                                         |
|  | • |  | Saint-Antoine Village   | 43° 22′ 16″ N, 5° 21′ 22″ E | 15e                       | 1                                                                         |
|  | • |  | Saint-Antoine Collet    | 43° 22′ 26″ N, 5° 21′ 21″ E | 15e                       | 189                                                                       |
|  | • |  | Saint-Antoine Mairie    | 43° 22′ 34″ N, 5° 21′ 22″ E | 15e                       | Autobus de Marseille · Ligne 96                                           |
|  | • |  | Les Fabrettes           | 43° 22′ 47″ N, 5° 21′ 26″ E | 15e                       | 51                                                                        |
|  | • |  | Notre Dame Limite       | 43° 23′ 05″ N, 5° 21′ 32″ E | 15e                       | 51                                                                        |
|  | • |  | Vallon d’Ol Bourrely    | 43° 23′ 07″ N, 5° 21′ 45″ E | 15e                       | Autobus de Marseille · Ligne 96 · Ligne 97                                |
|  | • |  | Parc Kalliste           | 43° 23′ 04″ N, 5° 21′ 54″ E | 15e                       | Autobus de Marseille · Ligne 96 · Ligne 97                                |
|  | • |  | Bourrely Granière       | 43° 22′ 58″ N, 5° 21′ 51″ E | 15e                       | Autobus de Marseille · Ligne 96 · Ligne 97                                |
|  | • |  | Hôpital Nord Urgences   | 43° 22′ 46″ N, 5° 21′ 41″ E | 15e                       | Autobus de Marseille · Ligne 96 · Ligne 97                                |
|  | • |  | Faculté de médecine     | 43° 22′ 39″ N, 5° 21′ 38″ E | 15e                       | 51                                                                        |
|  | • |  | Hôpital Nord            | 43° 22′ 38″ N, 5° 21′ 48″ E | 15e                       | Autobus de Marseille · Ligne 96 · Ligne 97 · Ligne 121 · Ligne 122        |
|  | • |  | La Martine              | 43° 22′ 28″ N, 5° 21′ 57″ E | 15e                       |                                                                           |
|  | • |  | Collège Vallon des Pins | 43° 22′ 20″ N, 5° 21′ 54″ E | 15e                       |                                                                           |
|  | • |  | Val Pins                | 43° 22′ 14″ N, 5° 21′ 49″ E | 15e                       |                                                                           |
|  | ■ |  | Vallon des Tuves        | 43° 22′ 07″ N, 5° 21′ 47″ E | 15e                       | Autobus de Marseille · Ligne 30 · Ligne 121 · Ligne 122 · Bus de nuit 530 |

## Sites desservis
- Arrêt Métro Gèze : Marché aux puces de Marseille, Arnavant Activités.
- Arrêt Billoux Mairie 15-16 : Parc François-Billoux, Mairie du huitième secteur de Marseille, Théâtre de la Sucrière.
- Arrêt Lyon Raffineries : Raffinerie Saint-Louis Sucre.
- Arrêt Cité La Viste : Parc Brégante.
- Arrêt La Viste Hanoï : Parc Foresta.
- Arrêt Gare de Saint-Antoine : Centre Commercial Grand Littoral, Médiathèque Salim-Hatubou (accessibles via la ligne 96 en direction de L’Estaque).
- Arrêt Les Fabrettes : Centre hospitalier Édouard-Toulouse.
- Arrêt Notre-Dame Limite : Église catholique de Notre-Dame-de-Limite, Jardin des Fabrettes.
- Arrêt Hôpital Nord Urgences : Pavillon urgences de l’Hôpital Nord, Jardin de la Bigotte.
- Arrêt Faculté de médecine : Faculté de médecine.
- Arrêt Hôpital Nord : Entrée principale et parking de l’hôpital Nord.
- Arrêt La Martine : Stade de la Martine.
- Arrêt Vallon des Tuves : Jardin du Vallon des Tuves.